# Medalla por la Restauración de las Minas de Carbón de Donbas
La Medalla por la Restauración de las Minas de Carbón de Donbas (en ruso: Медаль «За восстановление угольных шахт Донбасса») es una condecoración civil de la Unión Soviética establecido el 10 de septiembre de 1947 por Decreto del Presídium del Sóviet Supremo de la Unión Soviética para reconocer los logros personales de los participantes en la recuperación de las minas de carbón de la cuenca del Donets, tras los destrozos ocasionados por las tropas alemanas durante la Segunda Guerra Mundial. El estatuto de la medalla fue enmendado el 18 de julio de 1980 por decreto del Presídium del Sóviet Supremo de la URSS N.º 2523-X.
Fue otorgada a aproximadamente 46 350 personas. El autor del dibujo de la medalla es el artista Iván Dubásov.

## Estatuto
La medalla se otorgaba a los trabajadores, empleados, ingenieros y trabajadores técnicos y económicos por su trabajo sobresaliente, alto rendimiento de producción y méritos en la restauración de la industria del carbón del Donbas.
Las solicitudes para la concesión de la medalla eran iniciadas por la administración de empresas, organizaciones, instituciones en conjunto con el partido, sindicatos y organizaciones de colectivos laborales del Komsomol. posteriormente, las listas de posibles beneficiarios eran revisadas en nombre del Presídium del Sóviet Supremo de la URSS por el Ministerio de la Industria del Carbón de la URSS, el Ministerio de Construcción de la URSS o el Ministerio de Industrias Químicas y Petroleras de las Áreas Occidentales, que al final eran los organismos encargados de conceder las medallas.
La medalla era entregada, en nombre del Presídium del Sóviet Supremo de la Unión Soviética, por los comités ejecutivos de los Soviets regionales de Diputados del Pueblo Trabajador en el lugar de residencia del premiado.
La medalla se lleva en el lado izquierdo del pecho y, si usa junto con otras medallas de la URSS, se coloca después de la Medalla por la Restauración de la Empresa Metalúrgica Negra del Sur. Si se usa en presencia de condecoraciones de la Federación de Rusia, estos últimos tienen prioridad.
Cada medalla venía con un certificado de premio, este certificado se presentaba en forma de un pequeño folleto de cartón de 8 cm por 11 cm con el nombre del premio, los datos del destinatario y un sello oficial y una firma en el interior.
Mediante decreto de 5 de febrero de 1951, la medalla y su certificado quedaban en posesión de la familia del receptor (hasta entonces se debían devolver al Estado, en caso de fallecimiento del beneficiario).

## Descripción

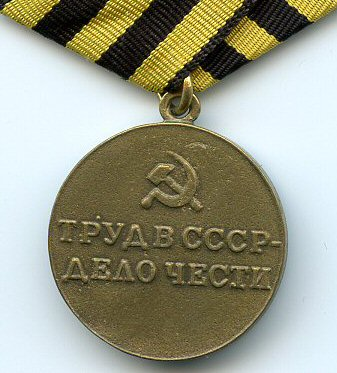
Reverso de la Medalla por la Restauración de las minas de carbón de Donbás

La medalla es de latón y tiene la forma de un círculo regular con un diámetro de 32 mm con un borde elevado.
En su anverso, en la mitad izquierda, la imagen en relieve de una mina restaurada, una bandera ondeando en lo alto de la torre; en el lado derecho, la imagen en relieve de un minero con casco mirando hacia la izquierda y llevando un martillo neumático en el hombro derecho; al fondo, en el centro, el sol naciente cuyos rayos cubren toda la parte superior de la medalla, a lo largo de la circunferencia superior, la inscripción en relieve «Por la restauración de las minas de carbón de Donbas» (en ruso: «За восстановление угольных шахт Донбасса»); En la parte inferior de la medalla, hay una corona de laurel alrededor de la circunferencia, en los extremos inferiores de las ramas de las cuales hay una estrella de cinco puntas.
En el reverso de la medalla hay una inscripción en dos líneas: «EL TRABAJO EN LA URSS ES UNA CUESTIÓN DE HONOR» (en ruso: «ТРУД В СССР - ДЕЛО ЧЕСТИ»). Sobre la inscripción hay una imagen en relieve de una hoz y un martillo. Todas las inscripciones e imágenes de la medalla son convexas.
La orden está conectada con un ojal y un anillo a un bloque pentagonal cubierto con una cinta de muaré de seda de 24 milímetros de ancho. La cinta tiene tres franjas longitudinales de color dorado puro, cada una de 5 milímetros de ancho y dos franjas negras de 4 milímetors de ancho. Los bordes de la cinta están bordeados con estrechas franjas negras.